# Mike Eerdhuijzen
Mike Eerdhuijzen (Volendam, 13 luglio 2000) è un calciatore olandese, difensore del Utrecht.

## Carriera

### Club
Cresciuto nel settore giovanile del Volendam, ha esordito in prima squadra il 19 aprile 2019, in occasione dell'incontro di Eerste Divisie perso per 2-3 contro il N.E.C.. Trascorre in questo club le successive tre stagioni, per un totale di 57 presenze ed un gol in incontri di campionato (tutti nella seconda divisione olandese).
Il 31 gennaio 2022 viene acquistato dallo Sparta Rotterdam, che lo lascia in prestito al Volendam fino al termine della stagione. Il 5 agosto seguente ha esordito in Eredivisie con lo Sparta Rotterdam, disputando l'incontro pareggiato per 0-0 contro l'Heerenveen.

### Nazionale
Nel 2018 ha giocato una partita con la nazionale olandese Under-20.

## Statistiche

### Presenze e reti nei club
Statistiche aggiornate al 26 novembre 2022.
| Stagione        | Squadra          | Campionato      | Campionato | Campionato | Coppe nazionali | Coppe nazionali | Coppe nazionali | Coppe continentali | Coppe continentali | Coppe continentali | Altre coppe | Altre coppe | Altre coppe | Totale | Totale |
| Stagione        | Squadra          | Comp            | Pres       | Reti       | Comp            | Pres            | Reti            | Comp               | Pres               | Reti               | Comp        | Pres        | Reti        | Pres   | Reti   |
| --------------- | ---------------- | --------------- | ---------- | ---------- | --------------- | --------------- | --------------- | ------------------ | ------------------ | ------------------ | ----------- | ----------- | ----------- | ------ | ------ |
| 2018-2019       | Volendam         | 1D              | 1          | 0          | CO              | -               | -               |                    | -                  | -                  |             | -           | -           | 1      | 0      |
| 2019-2020       | Volendam         | 1D              | 12         | 0          | CO              | 0               | 0               |                    | -                  | -                  |             | -           | -           | 12     | 0      |
| 2020-2021       | Volendam         | 1D              | 22         | 0          | CO              | 1               | 0               |                    | -                  | -                  |             | -           | -           | 23     | 0      |
| 2021-2022       | Volendam         | 1D              | 22         | 1          | CO              | 1               | 0               |                    | -                  | -                  |             | -           | -           | 23     | 1      |
| Totale Volendam | Totale Volendam  | Totale Volendam | 57         | 1          |                 | 2               | 0               |                    | -                  | -                  |             | -           | -           | 59     | 1      |
| 2022-2023       | Sparta Rotterdam | ED              | 8          | 0          | CO              | 0               | 0               |                    | -                  | -                  |             | -           | -           | 8      | 0      |
| Totale carriera | Totale carriera  | Totale carriera | 65         | 1          |                 | 2               | 0               |                    | -                  | -                  |             | -           | -           | 68     | 1      |